# Castello di Monte Antico
Il castello di Monte Antico si trova a Monte Antico, nel territorio comunale di Civitella Paganico (GR), poco a sud rispetto al castello di Casenovole.

## Storia

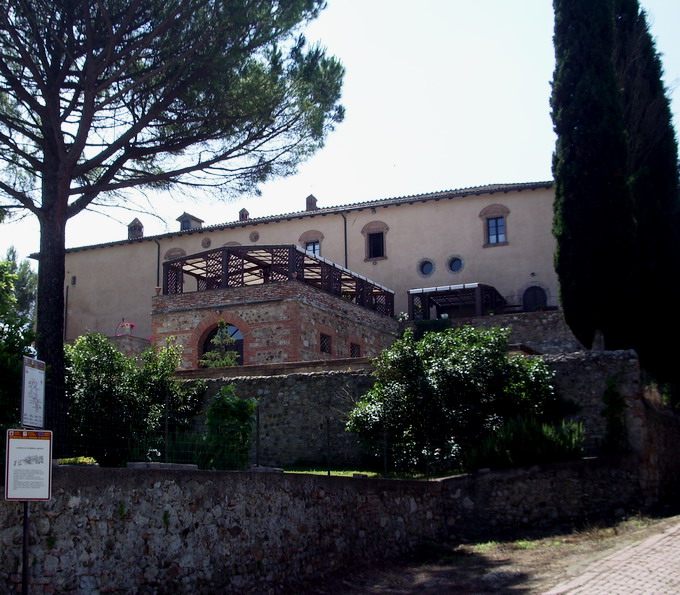
Facciata occidentale esterna del castello di Monte Antico

Sorse in posizione dominante sulla valle dell'Ombrone prima dell'anno mille, come possedimento degli Ardengheschi, e includeva anche un'antica pieve, rivendicata dai monaci dell'abbazia di San Lorenzo al Lanzo.
Agli inizi del Trecento passò anch'esso sotto il controllo dei Buonsignori, che ampliarono la rocca preesistente trasformandola in un vero e proprio castello; nel tardo Trecento il complesso venne ceduto alla famiglia Salimbeni e passò quindi nel corso del Quattrocento dal Comune di Siena alla famiglia dei Tolomei, sotto cui subì notevoli trasformazioni.

## Descrizione
Il castello di Monte Antico si dispone ad L attorno ad un caratteristico cortile, con pozzo e sottostante cisterna per la raccolta dell'acqua piovana.
La residenza padronale, sorta sopra la cinta muraria medievale da cui è protetta, si caratterizza per un corpo di fabbrica con pareti esterne in intonaco, ristrutturato in epoca rinascimentale, addossato su un lato ad un altro corpo di fabbrica, caratterizzato da strutture murarie in pietra, tipiche dell'epoca in cui è sorto, parzialmente ristrutturato in stile neomedievale. Il complesso fronteggia, dalla vetta della collina, un'altra struttura difensiva, posta ad oriente nella sottostante vallata, nel territorio comunale di Montalcino.
Il castello di Monte Antico è utilizzato come albergo-ristorante, mentre la vicina chiesa di San Tommaso Apostolo, più recente e attualmente sconsacrata, ha sostituito l'antica pieve di San Giovanni Battista ad Ancaiano che sorgeva presso il castello.